# Костянтин Вовк
Костянтин Вовк (д/н — після 1638) — козацький військовий діяч, дипломат, земський урядник часів Речі Посполитої.

## Життєпис
Походив зі шляхетського роду Вовків, що напевне вів родовід від полоцьких бояр. Був сином Максима Вовка, киянина, та онуком Федора Вовка, війта Києва. Про дату народження нічого невідомо. 1616 року його батька було нобілітовано. Ймовірно, родина повинна була доводити своє шляхетське становище.
За невідомих причин Костянтин Вовк подався до Запорізької Січі, де став вправним вояком і дипломатом, брав участь у морських походах Петра Сагайдачного. Ймовірно був учасником Хотинської битви 1621 року. Стає реєстровим козаком У 1625 році обирається військовим писарем козацького реєстрового війська (Війська Запорізького городового) при гетьманах Михайлові Дорошенкові, Григорії Чорному та Льві Івановичі. Дотримував поміркованої (так званої пропольської) орієнтації у стосунках з королем. У 1627 році на цій посаді очолював посольство до короля Сигізмунда III. 1630 року втратив посаду писаря після обрання гетьманом Тараса Федоровича.
У 1632—1634 роках на посаді королівського ротмістра брав участь у Смоленській війні. За звитягу в ній 12 серпня 1634 року отримав уряд писаря земського чернігівського. Втім його приналежність до шляхти була піддана сумніву, внаслідок чого 1635 року втрачено уряд.
Повернувся до козацького середовища, де 1635 року на чолі 1,5 тис. вояків прибув на заклик короля Владислава IV до Ліфляндії. Очолював балтійську козацьку флотилію, яка з успіхом діяла проти шведського флоту. Після укладання перемир'я у короткочасній війні зі Швецією 23 вересня 1635 року король написав листа полковникові К. Вовку, в якому наказав «іти скромно додому», одержавши в Торуні зарплату козакам. Вояки отримали 15 тисяч золотих за службу й залишили за собою всі трофеї. Втім, тяжкий похід та невеличкий результат викликав невдоволення козаків, які вважали, що Вовк «військо нінащо зводив».
У 1636 року отримав від Мартина Калиновського за 2000 золотих у посесію хутори Піски і Підгорне. У 1638 році домігся підтвердження шляхетності на вальному сеймі, проте не отримав назад уряд писаря земського. Подальша доля невідома.